# Kars (Nuevo Brunswick)
Kars es una parroquia canadiense situada en la provincia de Nuevo Brunswick.

## Superficie
Kars tiene una superficie de 75,54 km².

## Demografía
En 2021, tenía 377 habitantes, una densidad poblacional de 5 hab./km², y 291 viviendas.